# كونغرس جمهورية الدومينيكان
كونغرس جمهورية الدومينيكان (بالإسبانية: Congreso de la República Dominicana)‏ هو الهيئة التشريعية في جمهورية الدومينيكان، يتكون من المجلس الأعلى  (مجلس شيوخ) الذي يضم 32 مقعداً، والمجلس الأدنى (مجلس نواب) الذي يضم 183 مقعداً، ويُنتخب جميع أعضاء المجلسين الأعلى والأدنى من الكونغرس بطريقة الانتخاب المباشر. يدعى مقر الكونغرس باسم «قصر الكونغرس» ويقع في العاصمة سانتو دومينغو.
ينص دستور جمهورية الدومينيكان على أن كل عضو من أعضاء مجلس النواب البالغ عددهم 178 عضواً يمثلون منطقة ويؤدون ولاية مدتها أربعة سنوات. تتوزع مقاعد المجلس بين الولايات حسب عدد سكان كل ولاية. أمَّا أعضاء مجلس الشيوخ البالغ عددهم اثنان وثلاثين عضو ويشغلون ولاية مدتها أربعة سنوات. ولكل مقاطعة عضو مجلس شيوخ واحد يمثلها بغض النظر عن عدد سكان المقاطعة. ليس هناك قيود على عدد الولايات التي يستطيع فيها أعضاء مجلس الشيوخ ومجلس النواب الترشح.
يعدّ الكونغرس مخولاً بكامل السلطات التشريعية بموجب ما ينص عليه دستور البلاد. يمثل كل من مجلس الشيوخ ومجلس النواب شريكين متكافئين في العملية التشريعية فلا يمكن سن وإصدار التشريعات دون حصولها على موافقة كِلا المجلسين، إلَّا أن الدستور يخصص لكل مجلس من المجلسين صلاحيات خاصة به. مجلس الشيوخ مخوّل بالموافقة على المعاهدات والتعيينات الرئاسية، في حين أن مشاريع القوانين الخاصة برفع العائدات فهي من اختصاص مجلس النواب حيث يجب وضعها من قبله، وكذلك يتمتع المجلس وحده بسلطة توجيه الاتهامات ضد مسؤولي الحكومة، فيما يتمتع مجلس الشيوخ بالسلطة الوحيدة لمحاكمة قضايا الاتهامات ضد مسؤولي الحكومة.

## الجمعية الوطنية والجلسات المشتركة
يطلق على اجتماع المجلسين الأعلى والأدنى من الكونغرس مع بعضهما البعض اسم الجمعية الوطنية وانعقادها أي اجتماع كِلا المجلسين هو في العادة بهدف الدعوة إلى خطاب المساءلة والاحتفال بالقوانين التذكارية أو البروتوكولية.
ولكي يعلن عن جلسة مشتركة بأنها جمعية وطنية ينبغي أن يكون أكثر من نصف أعضاء كل مجلس حاضراً من المجتمعين. وبالنسبة لقرارات الجلسة المشتركة فيجب أن تحصل على الغالبية المطلقة من الأصوات باستثناء الحالة التي يتم فيها عقد الجلسة المشتركة لتعديل الدستور. تخضع الجمعية الوطنية أو الجلسة المشتركة لقواعد التنظيم والعمل الخاصة بكل مجلس. ويترأس الجلسة أو الجمعية في كلتا الحالتين رئيس مجلس الشيوخ وهو المنصب الذي يشغله نائب الرئيس ورئيس مجلس النواب والأمانة وأمناء المجلسين.
يقع على عاتق الجمعية الوطنية مسؤولية ما يلي:
- معرفة واتخاذ القرارات بشأن الإصلاحات الدستورية ويحل في هذه الحالة محل جمعية الإحياء الوطنية؛
- فحص محاضر انتخاب الرئيس أو الرئيس ونائب الرئيس أو نائب رئيس الجمهورية؛
- إعلان رئيس الجمهورية ونائب رئيس الجمهورية، وتلقي اليمين وقبول أو رفض استقالاتهم؛
- ممارسة الصلاحيات الممنوحة بموجب هذا الدستور والنظام الأساسي.

## وصلات خارجية
- كونغرس جمهورية الدومينيكان